# Connie’s Inn
Connie’s Inn war ein Nachtclub und Veranstaltungsort, der ab 1923 im New Yorker Stadtteil Harlem bestand und in den 1930er-Jahren mit dem Cotton Club und dem Small’s Paradise zu den „Big Three“ unter den Nachtclubs in Harlem gehörte.

## Geschichte des Clubs
Connie’s Five Star Inn, wie der Club mit vollständigem Namen auch genannt wurde, befand sich im Keller des Lafayette Theatre Building auf der 2221 Seventh Avenue Ecke 131st Street, gegenüber dem populären Nachtclub Small’s Paradise. Gegründet hatte ihn während der Prohibition 1923 Connie Immerman, ein weißer Schnapsbrenner. Zuvor befand sich in den Räumen ein Delikatessengeschäft, ab 1921 ein Speakeasy unter dem Namen The Shuffle Inn, der aber im folgenden Jahr wegen Verstoßes gegen den Volstead Act behördlich geschlossen wurde.
Zur Eröffnung am 21. Juli 1923 wurde Leonard Harper engagiert, um in dem Club eine Revue zu organisieren; er wurde dabei von Duke Ellington als Probenpianisten unterstützt. Auch Wilbur Sweatman trat mit seinen Acme Syncopators auf; außerdem die Sängerin Ada „Bricktop“ Smith, die später Nachtclubbesitzerin in Paris werden sollte. In den 1920er-Jahren hatte hier die schwarze Komikerin Moms Mabley (1894–1975) ihr Debüt in New York City.

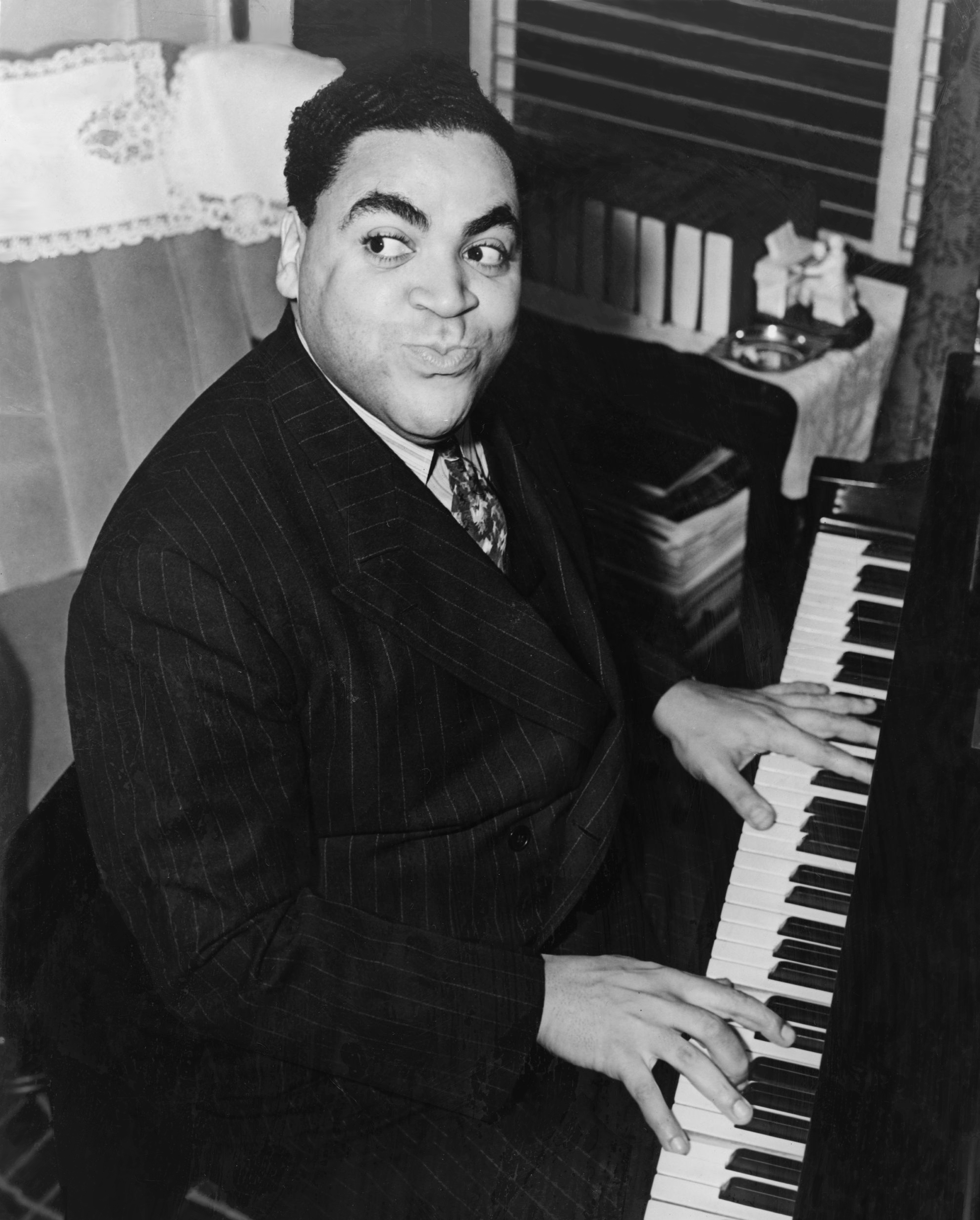
Fats Waller 1938

In den 1930er-Jahren hatte hier Fletcher Henderson ein regelmäßiges Engagement; Aufnahmen entstanden für Brunswick mit seinem Connie’s Inn Orchestra (Casa Loma Stomp/Good-Bye Blues). Jazzgrößen wie Fats Waller, Louis Armstrong, sowie der Entertainer Peg Leg Bates traten hier auf, ferner die Orchester von Charlie Johnson (mit Monette Moore als Bandsängerin), Don Redman und Luis Russell (1934/35). Fats Wallers Song Ain’t Misbehavin’ erlebte 1929 seine Uraufführung in der Revue Hot Chocolates, gesungen von Margaret Simms und Paul Bass. Harlan Lattimore machte mit seinem Connie’s Inn Orchestra 1932 Aufnahmen für Columbia; Bessie Smith sprang 1936 für die erkrankte Billie Holiday ein. Wie im Cotton Club traten in Connie’s Inn vorwiegend afroamerikanische Künstler auf, während das Publikum ausschließlich aus weißen Besuchern bestand.
Rassenunruhen in Harlem im Jahr 1935 beendeten das Interesse des weißen Publikums an dem „exotischen Vergnügen“ in Stätten wie dem Cotton Club und Connie’s Inn; in dieser Zeit wurden die Jazzclubs der 52nd Street zwischen der Fifth und Sixth Avenue zu den favorisierten Veranstaltungsorten für Jazz in New York.
1954 traten Cecil Taylor und Dennis Charles im Connie’s Inn mit einem Rock-’n’-Roll-Saxophonisten namens Floyd Benny auf. Das Connie’s Inn zog später Downtown zum Broadway Ecke 48th Street, bestand aber nicht mehr lange.

## Diskographische Hinweise
- Fletcher Henderson Connie’s Inn Orchestra: Smack (Decca Records)

## Weiterführende Literatur
- Irving L. Allen: The City in Slang: New York Life and Popular Speech. Oxford University Press, New York 1993 (englisch).
- Cary D. Wintz and Paul Finkelman: Encyclopedia of the Harlem Renaissance. Routledge, New York 2004 (englisch).